# ألين إم. بوتير
ألين إم. بوتير (بالإنجليزية: Allen M. Potter)‏ هو كاتب سيناريو أمريكي، ولد في 5 سبتمبر 1919، وتوفي في 5 يونيو 1995.

## وصلات خارجية
- ألين إم. بوتير على موقع IMDb (الإنجليزية)
- ألين إم. بوتير على موقع قاعدة بيانات الفيلم (الإنجليزية)